# Andreas Riedler (Jurist)
Andreas Riedler (* 1964) ist ein österreichischer Jurist und Professor für Zivilrecht an der Universität Linz.

## Leben
Andreas Riedler absolvierte das Studium der Rechtswissenschaften. 1997 habilitierte er sich an der Universität Linz. 1999 wurde er Rechtsanwaltsanwärter und seit 2001 ist er Universitätsprofessor für Zivilrecht an der Universität Linz.
Außerdem ist er als Referent bei Fortbildungsveranstaltungen für Richteramtsanwärter, Referent für Fortbildungsveranstaltungen für Zivilrichter und Referent auf Einladung der Vereinigung Österreichischer Industrieller und des Verbandes der Versicherungsunternehmen Österreichs tätig.
Riedler ist Herausgeber und Autor mehrerer Lehrbücher, so z. B. der Reihe Studienkonzept Zivilrecht.

## Funktionen
- Institutsvorstand Institut für multimediale Linzer Rechtsstudien
- Abteilungsleiter der Abteilung für multimediales Zivilrecht
- stellvertretender Institutsvorstand für Zivilrecht, Universität Linz
- Abteilungsleiter für Europäisches Privatrecht und Privatversicherungsrecht, Universität Linz

## Arbeits- und Forschungsschwerpunkte
- Zivilrecht
- Europarecht
- Versicherungsrecht
- Konsumentenschutzrecht
- Arbeitsrecht
- Zivilprozessrecht

## Auszeichnungen
- 1997 Walter-Haslinger-Preis
- 1997 Sparkassen Forschungsförderungspreis
- 1997 Kardinal-Innitzer-Förderungspreis für Rechts- und Staatswissenschaften